# Sennely

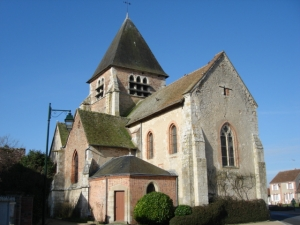
Kerk

Sennely is een gemeente in het Franse departement Loiret (regio Centre-Val de Loire) en telt 523 inwoners (1999). De plaats maakt deel uit van het arrondissement Orléans.

## Geografie
De oppervlakte van Sennely bedraagt 48,6 km², de bevolkingsdichtheid is 10,8 inwoners per km².
De onderstaande kaart toont de ligging van Sennely met de belangrijkste infrastructuur en aangrenzende gemeenten.

## Demografie
Onderstaande figuur toont het verloop van het inwonertal (bron: INSEE-tellingen).